# Chakra (grupo musical)
Chakra (Hangul: 샤크라; RR: Syakeura) fue un grupo femenino surcoreano que debutó en 2000 como parte de Bros. Chakra era popularmente conocido por sus canciones y bailes de inspiración india diferentes a otros artistas. El grupo se disolvió en 2006.

## Carrera
Los miembros de Chakra Hwangbo y Eani debutaron como parte del megagroup Bros junto con Roo'ra, Diva, Esther, Bobby Kim y X-Large que participaron en su primer álbum. Los sencillos de su primer álbum son "Win Win" y "Deja Vu".
Chakra había publicado su primer álbum como grupo solo titulado Come A Come con los sencillos principales titulados  Come A Come, Hey You u Sign of Love. El álbum fue un éxito, vendiendo sobre +162.251 copias que les llevaron a ganar muchos premios de rookie en Corea del Sur, incluyendo en SBS Music Awards y Golden Disk Awards. En 2000, Chakra lanzó su álbum titulado Ringing Gingle Bells un especial de Navidad con el vídeo musical para su canción de balada "Lonely Christmas". Eani estuvo en tercer lugar del concurso Miss Corea 1997. 
Chakra lanzó su segundo álbum titulado Chakra'ca con tres sencillos individuales "End", "Oh My Boy" y "No". El álbum también tuvo éxito como su sencillo "End" ganó un premio del shoe de música en Inkigayo obteniendo el primer lugar. El solo Oh mi Boy también tuvo éxito. El álbum vendió sobre +86.635 copias en 2001. Después de sus promociones, Eani decidieron dejar el grupo y Bona se unió al grupo a principios de 2002. El grupo ganó el premio a Best Dressed Singer Category en SBS Music Awards.
Chakra lanzó su tercer álbum titulado Chakra junto con un sencillo de balada "Come Back" que también fue popular. El otro sencillo de ese álbum fue "The". El álbum vendió acerca de +31,894 copias.
El grupo ganó en la categoría Best Dance en los premios SBS Music Awards.
Chakra lanzó su cuarto y último álbum titulado Tomato con sencillos titulados "From Me To You", una canción de baile, "True Love in this World is a Lie", y la balada "Why I'm the Only One" en el género de techno-pop. El álbum vendió 23.450 de copias. Al final del año Chakra ganó nuevamente en la categoría Best Dance en los premios SBS Music Awards.

## Discografía
- 14 Guy Project Album (Álbum de Bros)
- Come A Come
- Ringing Gingle Bells
- Chakra'ca
- Chakra
- Tomato

## Premios
| Año  | Premios                                        |
| ---- | ---------------------------------------------- |
| 2000 | SBS Music Awards: Best Female Rookie           |
| 2000 | Golden Disk Awards: Best Female Rookie         |
| 2000 | Mnet Asian Music Awards: Best New Group        |
| 2000 | SBS Inkigayo: "Come A Come"                    |
| 2001 | SBS Music Awards: Popular Dressed Singer Award |
| 2001 | SBS Inkigayo: "End"                            |
| 2002 | SBS Music Awards: Best Dance Award             |
| 2003 | SBS Music Awards: Best Dance Award             |

## Programas musicales

### Inkigayo
| Año  | Fecha       | Canción       |
| ---- | ----------- | ------------- |
| 2000 | 30 de abril | "Come A Come" |
| 2001 | 29 de abril | "End"         |

## Vídeos musicales
| Year | Song               | Length |
| ---- | ------------------ | ------ |
| 1999 | "Win Win"          | 3:49   |
| 1999 | "Deja Vu"          | 4:24   |
| 2000 | "Come A Come"      | 4:14   |
| 2000 | "Hey You"          | 4:16   |
| 2000 | "Lonely Christmas" | 4:29   |
| 2001 | "End"              | 3:49   |
| 2001 | "Oh My Boy"        | 3:26   |
| 2002 | "Come Back"        | 4:01   |
| 2003 | "From Me To You"   | 3:36   |